# Alexandr Abaza
Alexandr Agejevič Abaza (rusky Александр Агеевич Абаза) (24. červencejul./ 5. srpna 1821greg. – 24. lednajul./ 5. února 1895greg.) byl jeden z nejliberálnějších poradců cara Alexandra II.
Působil jako ministr financí Ruského impéria v letech 1880–1881 a neúspěšně se pokoušel přesvědčit panovníka k přeměně ruského impéria na konstituční monarchii. Byl také Státní revizor (1871–1874) a předseda odboru pro státní ekonomiku (v letech 1874–1880 a 1884–1892).